# The Man Who Found Himself (film 1925)
The Man Who Found Himself è un film muto del 1925 diretto da Alfred E. Green. Il soggetto di Booth Tarkington fu sceneggiato da Thomas J. Geraghty. Prodotto dalla Famous Players-Lasky Corporation e distribuito dalla Paramount, il film era interpretato da Thomas Meighan, Virginia Valli, Frank Morgan, Ralph Morgan, Lynne Fontanne.

## Trama
Tom Macauley e il fratello minore Edwin dirigono la banca paterna, ma Edwin si mette a speculare coi fondi comuni, sottraendo del denaro. La colpa delle sue malversazioni però cade su Tom a causa dei maneggi di Lon Morris, un banchiere suo falso amico, che briga per soffiargli la fidanzata, Nora Brooks. Tom viene così condannato. In carcere, avendo scoperto che Morris e Nora stanno per sposarsi, Tom evade. Si scontra con i due e racconta la verità a Nora. Dopo aver malmenato Morris, torna in carcere. Dopo tutto quello che è successo, il vecchio Macauley, padre di Tom ed Ewin, muore di crepacuore provocando il disprezzo della moglie di Edwin nei confronti di Tom, che quando viene rilasciato, viene trattato con sdegno dalla cognata. Con l'aiuto di due compagni di galera, l'Ottimista e il Pessimista, Tom riesce a penetrare nella banca di cui era stato direttore e che ora è sotto il controllo del suo avversario. Rubati dei fondi, li nasconde in casa di Morris. Quest'ultimo, che in realtà ha veramente sottratto denaro alla banca e adesso vuole andarsene via, viene ucciso da un sorvegliante mentre sta tentando di prendere degli altri soldi prima della fuga. Tom scopre che il matrimonio tra Nora e Morris non è mai stato consumato e si riunisce alla fidanzata che ora, dopo la morte di Morris, può finalmente sposare.

## Produzione
Il film fu prodotto dalla Famous Players-Lasky Corporation. Il primo titolo di lavorazione era Up the River, cambiato prima in Whispers e poi, definitivamente, in The Man Who Found Himself.

## Distribuzione
Il copyright del film, richiesto dalla Famous Players-Lasky Corp., fu registrato il 19 ottobre 1925 con il numero LP21914.

Distribuito dalla Paramount Pictures, il film - presentato da Jesse L. Lasky e Adolph Zukor - uscì nelle sale cinematografiche statunitensi presentato a New York il 23 agosto 1925.
Non si conoscono copie ancora esistenti della pellicola che viene considerata presumibilmente perduta.